# 聖戰士DUNBINE
《聖戰士DUNBINE》是日本日昇動畫出品的機器人動畫系列。在日本由名古屋電視台於1983年2月5日至1984年1月21日播放電視動畫，全49集。

## 概要
本作是鋼彈之父富野由悠季所執導的另一部生涯力作。風格亦與早期鋼彈有眾多相似之處。這也是機器人動畫史上第一部加入奇幻風格（中世紀、類似魔力的力量、妖精）的作品。富野在這部作品中所創造的「拜斯頓威爾」世界，也繼續使用於他所寫的後續相關小說作品中。
在電視版之後推出三部OVA，敘述主要角色轉生數百年後時空發生的故事。
初期由於華人地區並未播出本作，致使作品的知名度偏低。直到超級任天堂遊戲《超級機械人大戰EX》、《第4次超級機械人大戰》及《超級機器人大戰α》先後有加入本作機體與相關劇情，且遊戲中靈光戰士以極高迴避率、命中率見稱的強勢機體，偏向擬真系機械人。自此本作才透過遊戲得以為華人社會所熟悉。在《超級機械人大戰UX》中與相同世界觀中的《麟光之翼》一同參戰。

## 登場人物
座間翔（翔·座間）（聲優：中原茂）
身為地上人的主角，與家人同住在日本東京都武藏野市東吉祥寺。18歳时被德雷克陣營由地上界召喚至拜斯頓·威爾，因為能操縱靈光戰士（以下簡稱AB）DUNBINE而被稱為聖戰士。對於僅熱中於工作而冷落家庭的雙親極度反感，而相當熱衷於越野摩托車的賽事。在從越野摩托車的比賽場返家的途中，因靈光道路開啟而被召喚至拜斯頓·威爾。
一開始為德雷克作戰，對於拜斯頓的局勢並不清楚，一心只想回到地上。後來受瑪薇兒影響，駕駛Dunbine叛離亞之國。一路戰鬥下來，也漸漸開始有了「粉碎德雷克野心」以及「消滅靈光機械」的目標。在最終決戰時，將黑騎士刺殺並與之同歸於盡。
在續編OVA「New Story of Aura Battler DUNBINE」之中，則是在TV劇情約700年後的拜斯頓·威爾，以席翁·嘉巴之名轉世重生。
另譯座間祥（祥·座間）
瑪薇兒·佛羅森（聲優：土井美加）
出身於美國德州達拉斯的大學生，老家在德州開設牧場。是讓座間翔離開德雷克陣營的主因，日後不但成為翔的戰鬥夥伴，更逐漸發展成曖昧階段的戀人關係。
比翔、陶德等人更早被召喚至拜斯頓·威爾（可說是TV劇情時間點中，第一位成為聖戰士的地上人）。在座間翔等人被召喚至拜斯頓·威爾時，已經看穿德雷克的陰謀而成為基文家陣營的一員。原本雖然對尼·基文較為傾心，但因尼的心中早已有了莉姆露，隨著翔的加入陣營而感情逐漸轉移。另外在電視本篇中並未提到，但是在PS版遊戲之中，對於她如何從德雷克陣營中出走則有較為詳細的描寫。在最终决战时，把载度的战舰摧毁后身负重伤而亡。
在基文家是實力僅次於座間翔的聖戰士，因此經常被賦予新機型。從達納歐西、波森、波遜，幾乎都是開發完成後第一位搭乘的聖戰士。最後在座間翔換乘BILLBINE之後，成為DUNBINE的主要駕駛員。
陶德·基尼斯（聲優：逢坂秀實）
出身於美國波士頓、原本為空軍飛行員。年齢23歳。
與座間翔、德卡馬克同時被德雷克召喚到拜斯頓·威爾，而成為聖戰士。鏡這樣編入德雷克旗下，成為亞之國陣營的一員，與翔、馬貝爾等基普家陣營進行過多次的戰鬥。因為身為空軍飛行員同僚的亞倫被召喚而來而自覺立場危險，因此獨自向座間翔挑戰，但是卻敗北，機体大破，更因此受了重傷一時行蹤不明。
但在此之後，卻成為與德雷克同盟的比秀特的部下出現，而繼續固執的向翔挑戰。最終決戰之前以萊涅克成功的巨大化，但卻被座間翔擊敗而死。在劇情初期常被座間翔的座機玩弄於股掌之間，但在以克之国的聖戰士回到戰場之後靈光也大增，常讓座間翔陷入苦戰。
巴恩·巴寧格斯（聲優：速水獎）
原本就侍奉德雷克的騎士，為剣術與馬術高手。在靈光戰士開發出來後，身為駕駛員的資質也非常優秀，是故事初期具有足夠靈光的少數非地上人駕駛員。雖然精通武藝起對德雷克忠心耿耿，但是卻流於自信過剩且好大喜功，身為戰士的資質雖佳，但是作為一個前線指揮官卻嫌器量狹小且無能。
原本受到君王的極度信賴，讓其從事軍中許多重要任務，但是在德雷克召喚了座間翔等地上人之後，其重要性也逐漸喪失，雖然一度打算成為德雷克的女婿以穩固其地位，在莉姆露心有所屬之下始終未能成功。之後更因戰略上的錯誤而被拔除指揮官職位，有一段時期消失在故事之中。在最終決戰時被翔所殺。
在故事初期不但身為指揮官，搭乘的AB更都是當時最強的新銳機。在故事中始終是座間翔最初與最後的強敵。
黑騎士（聲優：速水獎）
以秀特·威朋的部屬之姿出場，戴著黑色假面、身穿黑色盔甲的騎士。表面上以「因為戰鬥而在臉上留下醜陋的傷痕」為由而戴上假面，實際上真面目就是一度失勢的巴恩·巴寧格斯，戴上面具僅是因為要掩飾過去失敗所造成的挫折。因為利害一致而成為秀特的私兵，等待東山再起的機會。
最終決戰時終被翔等人發現真實身分，最後也脫下了面罩與翔決一死戰，但遭翔以劍所刺殺。
秀特·威朋（聲優：田中正彥）
出身於美國加州的地上人，28歳，為機械人工學的権威。因為意外事故而來到拜斯頓·威爾。幫助德雷克製造出運用靈光的強大戰爭機器，協助實現其野心。
但是實際上是打算坐收漁翁之利狡猾策士，有計畫的利用並慢慢排除德雷克而讓自己成為支配者的野心家。
因為是製造出所有靈光戰士，把戰火帶入拜斯頓·威爾甚至讓戰亂擴大至地上界的大罪人，因此被賦予「不會死」的命運，在之後的700年間成為追求「死」而在拜斯頓·威爾徘徊不去的亡霊。這段故事在OVA版「New Story of Aura Battler DUNBINE」有詳細的敘述。
恰姆·法烏（聲優：川村万梨阿）
少數跟人類友好的「米」族妖精，在座間翔加入基普陣營之前就以打雜、傳令的任務於基普陣營工作。在翔加入後專任於DUNBINE的駕駛輔助工作，甚至為此自己打造了一身專用盔甲。
在最終決戰時為了警告席拉女王而離開BILLBINE的駕駛艙，因此成為戰爭中唯一沒有被捲入淨化之中的人物。戰爭結束後被人類所救，與故事剛開始旁白說的「米·菲拉里歐流傳下來的故事」相呼應。
尼·基文（聲優：安宅誠）
為亞之国地方領主之一，羅姆·基文的兒子。在父母被德雷克所殺害後成為基文家當家、為了恢復拜斯頓·威爾以及亞之國的和平而與德雷克戰鬥。原本擔任靈光戰艦塞拉納的艦長，在末期賽拉納被擊沈後轉而搭乘靈光戰士(AB)參加戰鬥。
相當受到女性的歡迎，但是卻始終心繫於德雷克的女兒莉姆露，甚至連作戰時都優先考慮莉姆露，而帶給同伴很大的困擾。並因此多次與翔對立，不過卻因此相互砥礪而一起成長。後來不再執著於兒女私情，改以大局為重，便成了眾人所信賴的好艦長。
在最終決戰時以自己的手討伐了德雷克，報了父母親的仇。但是卻受到德雷克軍三劍客的集中攻擊而機體重創，全身著火墜海而死。
席拉·拉巴納（聲優：高橋美紀）
那之國的女王，只有20歲。因為在風之壁為座間翔所救，因而將最新銳的AB BILLBINE交付給他，不久自己也搭上靈光戰艦加入戰鬥。最終決戰中，德雷克一死亡，就將自己搭乘的靈光戰艦撞向敵方母艦，同時使出淨化之力將所有的靈光戰士從地上界消滅。
擁有高貴果決的氣質與端莊美麗的外表，令座間翔一見面就感受到不凡，後來得知身分後也就不感意外。絕大部分時候都異常沉著冷靜，彷彿能看透大部分事物一般。她在最終決戰，到最後淨化一切為止，都是還是一樣冷靜，成熟程度超乎常人。
最後究竟是生是死，作品中並沒有交代。
與座間翔見面前就對他抱有高度期望，風之壁一事只是剛好用來當作對他的考驗。讓翔救出的時候，翔就像是席拉的騎士一般。
對座間翔有好感，但未曾表露半分自己的心意，更沒有因為這份情感產生任何動搖。由於作為女王必須統御眾人的立場，加上戰爭對生命的無情，席拉認為不該放入感情。
根據幕後工作人員的說法，原本此一角色預定是設定為一老年男性。
席拉女王的形象是根據中的所設計。
德雷克·魯夫特（聲優：大木正司）
與基文家原本都是亞之國的一介地方領主，故事中殺害了原本亞之國的國王，而自己登基為王。原本即抱著征服拜斯頓·威爾的野心，在得到秀特的幫助後開始召喚地上人為聖戰士，並積極開發靈光戰士。在篡位以後與克之國結盟，開始侵略周邊的國家。
本身其實是個頗有氣度且冷靜、深思熟慮的君王，但其氣度並未能夠影響家人與部下。在敵軍砲火之下肉身掩護其妻子，極度疼愛女兒莉姆露，對於有功而戰死的陶德允諾將戰火不波及其故鄉波士頓，以及一眼就看穿黑騎士的真面目等，都可看出自身的品格與身為君王的氣度，:且並不是個十惡不赦的人。但以一個父親的立場則是不及格，因此導致女兒莉姆露的出走以及妻子私通克之國的國王。
在最終決戰中被尼·基文直接駕駛AB侵入靈光戰艦的艦橋，一刀兩斷而死。
莉姆露·魯夫特（聲優：色川京子）
德雷克·魯夫特之女，與尼·基文互相愛慕。曾經多次出走至基文陣營，並協助參加戰鬥，但是最後都被帶回德雷克家中軟禁。
父親不打算過度干預女兒的自由，但母親卻對之相當嚴厲。
在最終決戰之前發現母親露莎的婚外情，心中矛頭反而不再指向父親，改認定母親是引起戰爭的罪人，逃回父親戰艦後，又回去欲親手弒母，但反遭母親槍殺身亡。
露莎·魯夫特（聲優：火野捷子）
德雷克之妻，莉姆露的母親。與克之國國王比秀特私通，打算在德雷克死亡後親自掌權的狠毒婦人。不僅是夫婿德雷克與情夫畢修特，就連親生女兒莉姆露都可以為達目的不擇手段的利用。在翔打算救出監禁於水牢的時，居然以自己女兒當人質威脅翔放棄，就可見一斑。
在最終決戰時因莉姆露認定為她是引起一切紛亂的禍源，而遭莉姆露企圖刺殺，卻毫不猶豫親手槍殺莉姆露。而後直接駕駛AB闖入靈光戰艦的尼·基文發現，被AB上的靈光火神砲射成蜂窩死亡。
德卡馬克·羅布斯基（聲優：戶谷公次）
在地上界時，是居住於蘇聯（現在則是屬於烏克蘭）的大都市卡爾可夫的失業者。
與托德、座間翔一起被召喚至拜斯頓·威爾的地上人。與兩人同時被賦予當時最新型的AB DUNBINE(個人機體配色為綠色)，但在第1話中就被基文家陣營擊落而死亡。
畢修特·哈達（聲優：曾我部和行）
克之國國王，與德雷克締結軍事同盟，建造巨大的靈光戰艦而參加戰爭。除了與露莎私通之外，政治上也與她聯手，但是其實只是被德雷克和露莎兩人玩弄於股掌之間。
最後決戰之際乘艦被艾蕾所搭乘的戰艦特攻，同歸於盡。
艾蕾·漢姆（聲優：佐々木るん）
拉烏國王佛遜的外孫女，米之國國王的女兒。其所擁有的靈光與一般人不同，具有能感應邪惡氣息以及預知未來的能力，也因此拯救過座間翔等人數次。
在山上修練靈光時受到強獸的襲擊，所發出的力量將先前意外回到地上界的座間翔與DUNBINE再度拉回拜斯頓·威爾。佛遜王死後繼位成為拉烏國的女王，與基普陣營共同作戰。
喜歡上地上派來協調的軍官，不久該軍官駕駛AB作戰而身亡，反而令她陷入無可自拔的憂傷。後來在眾人三番兩次的說服下，體認到痛苦的並非只有自己一人，眼下還有更重要的事情。
最後決戰時以自己的靈光，抑制巨大化的黑騎士，但卻因靈光耗盡而死亡。
艾卜·塔瑪利
拉烏國的家臣，靈光戰艦哥拉翁的艦長。
最終決戰裡，在艾蕾氣絕後，便將哥拉翁撞向畢修特的，雙方同歸於盡。
佛遜·柯烏（聲優：西村知道）
拉烏國的國王，艾蕾的外祖父。故事前半開始就一直在背後支持基普陣營，可說是反德雷克勢力的主要人物。除了支持強化軍備開發靈光戰艦與AB之外，自己也會親自駕駛專用配色的AB波遜參加戰鬥。於29話戰死。
琴恩·奇斯（聲優：高田由美）
原本即侍奉基普家的家臣奇斯家之女，基於道義以及對尼的好感，而與押寶德雷克勢力的父親分道揚鑣。在基普陣營負責支援用靈光飛行器的駕駛，在AB量產上軌道後改駕駛AB波遜參戰。在最終決戰因意外事故而死亡。
齊布斯·奇斯（聲優：植田敏生）
琴恩的父親，雖然原本即侍奉基普家，但是因為見到德雷克陣營壓倒性的力量，為了家族的延續而投奔德雷克陣營。之後被歸入巴恩的旗下，在與DUNBINE交戰時死亡。
克之國的紅色三騎士（聲優：ガラミティ：佐藤正治、ニェット：戶谷公次、ダー：高宮俊介）
使用AB畢亞雷斯的克之國戰士。創意讓人聯想到同為富野作品《機動戰士GUNDAM》中的『黑色三連星』。戰法也是與黑色三連星類似，排成一列衝向敵人的「三連戰法」。在與座間翔的戰鬥中一口氣全被殲滅。
潔麗露·克吉比（聲優：大塚智子）
亞之國繼召喚翔等三人後，又一次召喚來的三位地上人之一。
最後在地上與翔遭遇，靈光之力爆發巨大化，雖然得到遠勝翔的力量，卻因無法控制靈光之力而自取滅亡。
卡拉利亞（聲優：西城美希）
亞之國的戰士，總是急著建立戰功，視巴恩為競爭對手，卻總敵不過巴恩的統帥氣度。
後來與降作戰時意外來到地上，最後同意翔，打算一起回到拜斯東，卻在靈光之路上因承受不住靈光之力而爆炸身亡。
謬季（聲優：橫尾まり）
原本只是莉姆露的音樂老師，後來被秀特發掘，成為AB的駕駛員。
最後決戰中，與秀特一同陣亡。
希露奇·馬烏（聲優：池田昌子）
艾·菲拉里歐。受到德雷克脅迫協助召喚地上人，破壞地上界與拜斯頓威爾間的定律。後來被翔救出，回到水天界，接受奇·菲拉里歐的懲罰，降級轉世為米·菲拉里歐。
之後在OVA「New Story of Aura Battler DUNBINE」再度登場，並與席翁·嘉巴一同搭乘薩拜因，並擔任薩拜因副駕駛。

## 主要用語
拜斯頓·威爾
位於海面底下的地底世界，據說本來與地上世界的唯一連結是生與死。
歐拉之力
生命能源，凡人者皆有之。地上人的靈光之力特別強。
菲拉里歐
拜斯頓·威爾的妖精。大部分都生活在風之壁與天之壁所保護的世界裡，但偶有跑到外面世界的菲拉里歐。有三種類，「米·菲拉里歐」、「艾·菲拉里歐」、「奇·菲拉里歐」，米·菲拉里歐是像蝴蝶般的妖精，位階最低；艾·菲拉里歐外貌與一般女性無異，已具有召喚地上人的能力；奇·菲拉里歐在聖戰士的故事裡只有，相當於妖精的長老。由於位階的關係，故事中身為米·菲拉里歐的恰姆都稱呼艾·菲拉里歐為「姊姊」。

### 靈光戰士
丹拜因（Dunbine）
座間翔最初駕駛的靈光戰士。
由秀特所開發的試作型靈光戰士。共製造了3架，紫色塗装的本機是由翔所駕駛。
具有隨著駕駛的靈光力來大幅改變性能的特徵，對柯蒙族或靈光力低的人來說，是難以控制的機體。相反地，只要由靈光力高強的人駕駛，便能將性能發揮到極限，由翔駕駛的機體，便在翔的靈光力下獲得巨大戰果。
在翔換乘比爾拜因後，本機便交由瑪蓓兒駕駛。雖然是初期型的靈光戰士，但在戰爭結束前都持續奮戰不懈
比爾拜因（Billbine）
那之國所開發的最新銳可變形靈光戰士，座間翔的後繼機。具有能變形為靈光飛行器的構造，能以過去機體未有的高速抵達脫離戰場。除了機動性，火力方面也有所提昇，除了搭載兩門靈光加農砲作為內藏武器外，也可攜帶新主要武器的靈光長劍步槍。此武器除了能發射靈光射擊外，也能直接將靈光轉化為劍刃，當作靈光光束劍來使用，對遠近方面的火力都有所強化。
雖然需要強大的靈光力才能駕馭，但機體本身也具有匹配駕駛的高超性能。
本機由那之國女王席拉託付給被認為是真正聖戰士的翔。再加上駕駛者翔的強大的靈光力後，本機直到戰爭結束前都擔任著反德雷克勢力的核心。
另譯畢拜因
薩拜因（Sirbine）
沉睡在巴朗巴朗聖地的靈光戰士。是賈可芭·艾翁將靈光機械都送到地上後，少數還殘留在拜斯頓·威爾的靈光戰士之一。
以跟其他靈光戰士不同的設計理念所開發，駕駛艙完全沒設置任何螢幕類的儀器，改以專用的頭盔取代。駕駛者要戴上頭盔，用靈光力的「心眼」來感受目標。
在700年間，都由巴朗巴朗的人民持續守護，由座間翔轉世的席翁·嘉巴坐上並啟動，跟黑騎士拉邦駕駛的茲瓦斯展開激烈戰鬥。
雖然武裝只有劍，但在席翁跟希露奇駕駛後，會產生強大的力場，力場十分堅固，甚至能在最後決戰中的核爆保護住席翁、希露奇跟雷姆露。
另譯賽拜因
蓋多（Gedo）
被召喚至拜斯頓·威爾的秀特·威朋，繼靈光戰士·比克西、靈光轟炸機·多羅之後所開發的靈光戰士。也是拜斯頓·威爾史上最初的人型靈光戰士「靈光戰士」。除了是DUNBINE的直接原型機之外，也對於同樣是亞之國所製作的德拉姆洛，以及基普家製作達那·歐西、力之國製作阿爾達姆有很大的影響。
因為當時火焰砲尚未成功的小型化，所以武裝上只有裝備靈光劍，主要的任務是擔任靈光轟炸機的支援。
在操縱上要求非常高的靈光，所以柯蒙人(拜斯頓·威爾居民)幾乎沒有辦法搭乘，也是後來召喚地上人來的原因之一。因為是最初製造的靈光戰士，性能極端的低落、實際上幾乎沒有大量生產。
但是藉由將蓋多銷售給各國，德雷克也因此提高了本身的財力。也正因此將靈光戰士的建造技術擴散到各國，更因使用此類過去拜斯頓·威爾並不存在的機械而招致了大規模戰争。而將蓋多獻給亞之国的国王，只是用來表達其身為臣子的忠誠心而已。
德拉姆洛（Drumlo）
参考蓋多的設計，德雷克陣營所開發的第一種量產型靈光戰士。與使用強獸基馬·拉古為材料的蓋多與DUNBINE不同，因為使用強獸加塔當做裝甲材料，而該種強獸的數量也相對豊富的關係，是最適合大量生產且持續生產至最後的靈光戰士。基本上量產型配色是紅色，但也有托德專用的藍色配色機體存在。
因為使用外殼堅硬的加塔作為裝甲材料，所以防護力相對較高。另外因為使用新型的靈光轉換器以及靈光肌肉，所以靈光相對較低的柯蒙騎士也可以搭乘。
雖然裝甲厚重且泛用性極高、容易操控，但反過來說其極限性能卻相對較低。
達那·歐西（Dana-O'Shee）
基普家以從德雷克陣營秘密到手的蓋多的設計圖為基礎、自行開發的靈光戰士。也是故事中由秀特以外的人所開發製造的第一台靈光戰士。
主要武器為有阿拉伯灣刀味道的靈光劍，以及首次成功安裝在靈光戰士身上的火焰砲（左右手腕部各安裝一門。但是在TV本編中卻從未使用），另外手持武器還有大型的4連裝飛彈發射器。雖然為了追求運動性而使得裝甲薄弱、構造脆弱，比起德雷克陣營的初期型量產AB德拉姆洛更為老舊。但是對於靈光戰士的絕對數量不足的基普家來說在當時是極為貴重的戰力。
故事中製造了數機，除了基普家使用外也供給同樣與德雷克德敵對的米之國與拉烏國。後來成為在拉烏國所開發的波森、波遜等AB的基礎，故此一系列以達那·歐西為首而開發的機體群也被稱為達那系AB。
伯尊（Bozune）
達那·歐西的後繼機種，是由準備與德雷克軍一戰的拉烏國所開発·量產的靈光戰士。国王佛遜専用機為土黃色、一般兵用則為草綠色的塗裝。佛遜王專用機後來則交給基普家的馬貝爾來使用。
主要武器為靈光劍，加上兩手腕部內藏的火炮，以及運用火炮的瓦斯壓力來射出箭的狩獵兵器『卡修』。與達那·歐西相較之下除了防御力之外，戰鬥力其實沒有大幅度的提升（因此，也有被敵方的新型靈光轟炸機壓制的情況）。
在艾爾弗城攻防戰之中，當時德雷克軍都還只有一部份的戰士可以配給AB的時期，拉烏國卻可以提供10機波森給亞之國協助戰鬥，可以見到其量產能力之高。（不過當時德雷克軍將重心放在大量生產靈光轟炸機，也有可能是因為對於操縱者的要求較高，故先不大量生產AB）。
伯冑（Botune）
波森的後繼機種，是以DUNBINE的設計思想為基礎，加上能讓柯蒙人容易操控的方向加以改良。從其靈光係數超過1這點來看，應該是搭載有靈光增幅器。雖然是特化為空中格鬥戰的設計，但是在與德雷克軍主力AB相較之下火力不足這點是問題鎖在。主要武裝為靈光劍，再加上內藏在兩大腿的靈光火神砲。另外雖然微弱，但是卻是第一架能將靈光儲存於靈光劍之上的機體。
在劇中出現數種配色的機體，其中酒紅色機體為馬貝爾在換乘DUNBINE之前所使用，草綠色的量產機除一般士兵外，還有尼·基普跟琴恩·奇斯搭乘過。拉烏國國王佛遜専用機則是土黃色的機体。其他還有那之國的親衛隊所使用的白色機体。
卡拉巴（Gallaba）
TV劇中唯一出場的「靈光戰鬥機」。與人型的靈光戰士不同，是以重視機動性與火力的空中戰専用機為目的所製造出來的德雷克軍新型機。
武裝有位於本体上部的長砲管靈光加農砲一門。左右靈光轉換器側面各有一門靈光火神砲。脚部則有連裝的射出式有線勾爪。雖然擁有内藏了三連裝靈光炮的一對鉤爪，但是這只不過廢除了五根手指頭的武裝載點而已，根本沒有辦法抓住格鬥武器（不過要揍擊敵機倒是有可能）。是捨棄了格鬥而特化成射擊專用的一擊離脱型機体，在空戰之中可以發揮出足以壓倒靈光戰士的性能的設計。
但是因為製造工程複雑且造價高的關係，以及一般兵所搭乘的本機在未來得及發揮實力就被擊敗的様子來看，很明顯的是會挑選駕駛員的機体。但是因為個人造成性能上的差異，已以戰鬥力上的價值來看，是在是否有量產價值這點上有著很大疑問存在的靈光戰士。
剛完成時是由身為製作者的傑特·萊特所搭乘，之後則是由本作的主角座間翔的死對頭黑騎士來使用，並且巨大化。
製造是在來到地上界之前，但是因為當時正是傑特從技術人員搖身一變成為聖戰士的時期，因此遲遲未進行調整而長時間被放置不管（首次登場是放置於格納庫之中並未啟動，很諷刺的以本機為概念所発展出來的『布布依』反而是先一步進入實戰配備）。所以實際上投入實戰事在接近尾聲的時候，但是似乎與試作機並行而做了少數生產（增加試作?）的樣子、所以在最終決戰時其實有複數的機体参加戰鬥。
布布依（Bubury）

## 主題歌
OP 歌：MIO（現為MIQ）
作詞：井荻麟 作曲：網倉一也 編曲：矢野立美
ED 歌：MIO
作詞：井荻麟 作曲：網倉一也 編曲：矢野立美
插入歌 歌：小出廣美
作詞：三浦德子 作曲：網倉一也 編曲：矢野立美
插入歌 歌：小出廣美
作詞：三浦德子 作曲：網倉一也 編曲：矢野立美

## 各話一覽
| 話數 | 標題 | 脚本     | 分鏡            | 演出     | 作畫監督                                         |
| ---- | ---- | -------- | --------------- | -------- | ------------------------------------------------ |
| 1    |      | 斧谷稔   | 斧谷稔          | 鈴木行   | 湖川友謙                                         |
| 2    |      | 富田祐弘 | 斧谷稔          | 關田修   | 湖川友謙                                         |
| 3    |      | 渡邊由自 | 井內秀治        | 井內秀治 | 佐々門信芳                                       |
| 4    |      | 渡邊由自 | 今川泰宏        | 今川泰宏 | 遠藤榮一                                         |
| 5    |      | 富田祐弘 | 鈴木行          | 鈴木行   | 佐久間信計                                       |
| 6    |      | 富田祐弘 | 關田修          | 關田修   | 篠田章                                           |
| 7    |      | 渡邊由自 | 菊池一仁        | 菊池一仁 | 佐々門信芳                                       |
| 8    |      | 渡邊由自 | 井內秀治        | 井內秀治 | 金山明博                                         |
| 9    |      | 富田祐弘 | 今川泰宏        | 今川泰宏 | 坂本三郎                                         |
| 10   |      | 富田祐弘 | 鈴木行          | 鈴木行   | 遠藤榮一 大森英敏 （湖川友謙）                   |
| 11   |      | 渡邊由自 | 斧谷稔          | 關田修   | 佐々門信芳                                       |
| 12   |      | 渡邊由自 | 菊池一仁        | 菊池一仁 | 佐久間信計                                       |
| 13   |      | 富田祐弘 | 井內秀治        | 井內秀治 | 篠田章                                           |
| 14   |      | 富田祐弘 | 今川泰宏        | 今川泰宏 | 金山明博                                         |
| 15   |      | 渡邊由自 | 鈴木行          | 鈴木行   | 進藤榮一 大森英敏 （湖川友謙）                   |
| 16   |      | 渡邊由自 | 關田修          | 關田修   | 佐々門信芳                                       |
| 17   |      | 渡邊由自 | 菊池一仁        | 川瀨敏文 | 坂本三郎                                         |
| 18   |      | 渡邊由自 | 井內秀治        | 井內秀治 | 秋野洋一 矢木正之 大森英敏 遠藤榮一 （湖川友謙） |
| 19   |      | 富田祐弘 | 今川泰宏        | 今川泰宏 | 坂本英明 大森英敏 （湖川友謙）                   |
| 20   |      | 富田祐弘 | 鈴木行          | 鈴木行   | 篠田章                                           |
| 21   |      | 渡邊由自 | 今川泰宏        | 關田修   | 佐々門信芳                                       |
| 22   |      | 渡邊由自 | 菊池一仁        | 川瀨敏文 | 佐久間信計                                       |
| 23   |      | 富田祐弘 | 川手浩次        | 井內秀治 | 遠藤榮一 矢木正之 北爪宏幸 （湖川友謙）          |
| 24   |      | 富田祐弘 | 鈴木行          | 鈴木行   | 金山明博                                         |
| 25   |      | 渡邊由自 | 今川泰宏        | 今川泰宏 | 大森英敏 坂本英明 （湖川友謙）                   |
| 26   |      | 渡邊由自 | 井內秀治 關田修 | 關田修   | 佐々門信芳                                       |
| 27   |      | 富田祐弘 | 川手浩次        | 井內秀治 | 坂本三郎                                         |
| 28   |      | 渡邊由自 | 今川泰宏        | 川手浩次 | 矢木正之 遠藤榮一 （湖川友謙）                   |
| 29   |      | 富田祐弘 | 鈴木行          | 鈴木行   | 坂本英明 大森英敏 （湖川友謙）                   |
| 30   |      | 渡邊由自 | 關田修          | 關田修   | 佐々門信芳                                       |
| 31   |      | 富田祐弘 | 井內秀治        | 井內秀治 | 金山明博                                         |
| 32   |      | 富田祐弘 | 斧谷稔 今川泰宏 | 今川泰宏 | 坂本三郎                                         |
| 33   |      | 渡邊由自 | 斧谷稔 川手浩次 | 川手浩次 | 大森英敏 北爪宏幸 （湖川友謙）                   |
| 34   |      | 渡邊由自 | 關田修          | 關田修   | 遠藤榮一 坂本英明 矢木正之 （湖川友謙）          |
| 35   |      | 富田祐弘 | 井內秀治        | 井內秀治 | 佐々門信芳                                       |
| 36   |      | 富田祐弘 | 鈴木行          | 鈴木行   | 金山明博                                         |
| 37   |      | 渡邊由自 | 今川泰宏        | 今川泰宏 | 大森英敏 北爪宏幸 （湖川友謙）                   |
| 38   |      | 富田祐弘 | 川手浩次        | 川手浩次 | 坂本三郎                                         |
| 39   |      | 渡邊由自 | 關田修          | 關田修   | 佐々門信芳                                       |
| 40   |      | 富田祐弘 | 井內秀治        | 井內秀治 | 遠藤榮一 坂本英明 矢木正之 （湖川友謙）          |
| 41   |      | 富田祐弘 | 今川泰宏        | 今川泰宏 | 金山明博                                         |
| 42   |      | 渡邊由自 | 鈴木行          | 鈴木行   | 大森英敏 北爪宏幸 （湖川友謙）                   |
| 43   |      | 富田祐弘 | 川手浩次        | 川手浩次 | 佐々門信芳                                       |
| 44   |      | 富田祐弘 | 關田修          | 關田修   | 坂本三郎                                         |
| 45   |      | 渡邊由自 | 井內秀治        | 井內秀治 | 大森英敏 北爪宏幸 （湖川友謙）                   |
| 46   |      | 渡邊由自 | 今川泰宏        | 今川泰宏 | 金山明博                                         |
| 47   |      | 富田祐弘 | 鈴木行          | 鈴木行   | 北爪宏幸 （湖川友謙）                            |
| 48   |      | 渡邊由自 | 川手浩次        | 川手浩次 | 佐々門信芳                                       |
| 49   |      | 富田祐弘 | 斧谷稔 關田修   | 關田修   | 坂本三郎                                         |

## OVA
- New Story of Aura Battler DUNBINE
  - 復活（1988年2月25日）
  - （1988年5月25日）
  - （1988年8月25日）

故事描述原作七百年後的拜斯頓威爾一隅，本該消失的靈光戰士再次出現。

### 主要人物
席翁·嘉巴（聲優：中原茂）
OVA的主角，的獵人。駕駛AB薩拜因的聖戰士。原作中座間翔的轉生。
雷姆露·捷爾菲德（聲優：鷹森淑乃）
OVA的女主角，的公主，與席翁互有好感。原作中莉姆露的轉生。
希露奇·馬烏（聲優：横澤啓子）
被席翁抓到的米·菲拉里歐。700年前因為犯下了召喚地上人的大錯，被當時的奇·菲拉里歐處罰，轉世為米·菲拉里歐。在OVA中幫助席翁。
秀特·威朋（聲優：田中正彦）
700年前的大戰過後，意外以某種形式漂流在拜斯頓威爾。儘管肉體朽壞，還是計劃著如何打開靈光之路，回到地上。

## 相關項目
- 卡茲之翼（日语：バイストン・ウェル物語 ガーゼィの翼）
- 麟光之翼（リーンの翼）

## 外部連結
- サンライズ公式Web （页面存档备份，存于）（日語）
- 聖戦士ダンバインWeb （页面存档备份，存于）（日語）
- 聖戦士ダンバイン 聖戦士伝説，存于（日語）